# Pawana

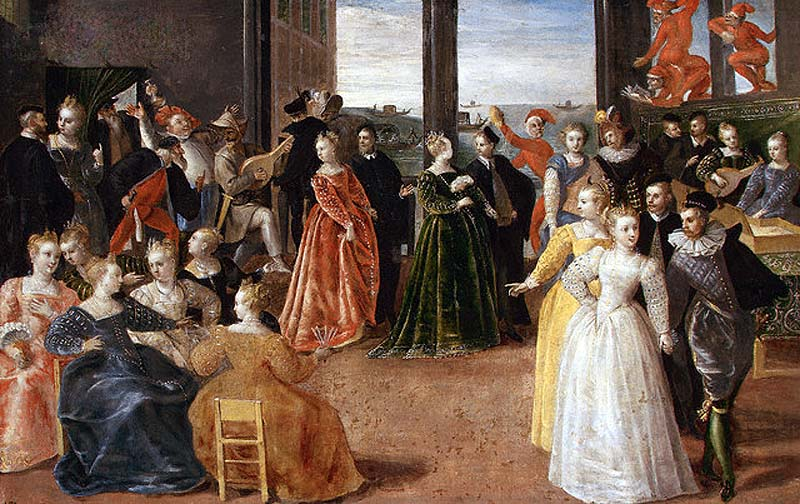
Pawana na obrazie H. Franckena

Pawana – prawdopodobnie z łac. pavo (paw), taniec dworski w metrum 2/4 lub 4/4, pochodzenia włoskiego lub hiszpańskiego, popularny w XVI i XVII w., charakteryzujący się powolnymi, uroczystymi ruchami, przypominającymi zachowanie pawia. Zazwyczaj po nim następowała galiarda w metrum trójdzielnym. Pierwotnie pawanę, jako pierwszą część suity tanecznej, łączono z saltarello i jeszcze żywszą piwą.
Charakterystyczną cechą tańca jest ruch wahadłowy: po kilku krokach w przód, zamykających się we frazie muzycznej, następuje ta sama liczba kroków wstecz. Ruch ten jest typowy dla XV-wiecznych basses danses tańczonych płasko, bez podskoków. Pawana była ostatnim z nich.
Odmianą pawany jest procesja. Korowody taneczne są najstarszymi formami tanecznymi, wywodzącymi się jeszcze z obrzędowości pogańskiej. W procesji obchodzono dom, uprawy, miejsca kultu. Miały one magiczną moc zabezpieczającą przed złymi duchami i demonami. Zatem pawana w formie procesji jest starsza, a ruch wahadłowy w pawanie, wykształconej jako taniec dworski, wymuszony został ograniczonym miejscem w sali balowej.
Pierwsze pawany były tańczone przy akompaniamencie obojów, lutni, wioli i śpiewu, wśród których Belle qui tien ma vie jest jednym z najpiękniejszych przykładów. Ten dostojny taniec początkowo był przeznaczony dla samego króla i książąt oraz ich współmałżonek, przyodzianych w stroje ceremonialne z długimi trenami, które rozpościerały się za nimi w całej ich wspaniałości, właśnie tak jak ogony u pawi.
Pawanę grano również podczas maskarad dworskich, jako muzykę towarzyszącą pochodom zamaskowanych mitologicznych postaci czy przejazdom rydwanów z bogami i boginiami. Tańczono ją wokół sali lub krużganków zamku.

Towarzyszyła zaślubinom pary pochodzącej z arystokratycznych rodów, przy jej dźwiękach orszak weselny wkraczał do kościoła. Ale była też tańcem patrycjatu miejskiego. Procesje ciągnące ulicami miasta z okazji świąt bractw cechowych również poruszały się krokiem pawany.
Pawana jako forma muzyczna często pojawia się w muzyce w drugiej połowie XVI wieku. Występuje w twórczości: Johna Bulla, Williama Byrda, Johna Dowlanda, Jacques’a Championa de Chambonnières.
Forma muzyczna pawany utrzymała się dłużej niż taniec; już w pierwszej połowie XVII wieku pawanę zastępuje kurant. Zostaje wyparta przez żywsze tańce, jak: allemanda, branle, bourrée i przede wszystkim menuet.
Pomimo że pawana była dość rzadko używana w balecie, jeśli już to jako divertissement, Pawana na śmierć infantki Ravela cieszy się sporym powodzeniem u wielu choreografów. Popularna jest również pawana z baletu Romeo i Julia Siergieja Prokofjewa.

## Pawana w malarstwie
O popularności pawany świadczy jej częste występowanie jako motywu w malarstwie. Jest tematem płótna Israhela van Mecktenena, niderlandzkiego malarza z końca XV wieku, zatytułowanego Taniec córy Heriodiady. Pary sunące w tanecznym korowodzie wokół sali poruszają się do muzyki granej na trąbie, flecie i bębenku.
Podobny motyw jest tematem miniatury zdobiącej manuskrypt z XV wieku Roman de la rose (Opowieść o róży) Jeana de Meunga. Na tym obrazie taniec przeniesiony jest w scenerię zamku rycerskiego.
Pochód kilku par tanecznych wkraczających do pokoju przedstawia obraz Hieronymusa Franckena.
Również malarstwo włoskie podejmowało temat pawany. Występuje na XVI-wiecznych rycinach i malowidłach.
Odmianą pawany, o charakterze popisowym, tańczoną przez jedną parę, jest pawana hiszpańska, zwana pawanna-bali.

## Współczesne nawiązania
Do najbardziej znanych współczesnych nawiązań muzycznych zaliczyć możemy utwory X-Zibita („Paparazzi”) oraz Joe Satrianiego („Crowd Chant”). Wspaniałym przykładem nawiązania jest również utwór Esbjörn Svensson Trio z płyty Good Morning Susie Soho – „Pavane – Thoughts Of A Septuagenarian”.